# 1936 en hockey sur glace
Cette page présente les éléments de hockey sur glace de l'année 1936, que ce soit d'un point de vue rencontres internationales ou championnats nationaux. Les grandes dates des différentes compétitions sont données ainsi que les décès de personnalités du hockey mondial.

## Amérique du Nord

### Ligue nationale de hockey
Les Red Wings de Détroit ont gagné la Coupe Stanley face aux Maple Leafs de Toronto.

### Ligue américaine de hockey
En 1936, est fondée la International-American Hockey League (IAHL) qui deviendra par la suite la Ligue américaine de hockey (LAH). L'IAHL est formé par la fusion de l’International Hockey Ligue (Ligue internationale de hockey) et de la Canadian-American Hockey League.

## Europe

### Compétitions internationales
- Le HC Davos remporte la 14e édition de la Coupe Spengler

### Allemagne
- Le Berlin SC remporte son 16e titre de champion d'Allemagne[1].

### Belgique
- Le Cercle des Patineurs d'Anvers remporte son 4e titre de champion de Belgique.

### Finlande
- L'Ilves Tampere remporte son 1er titre de champion de Finlande.

### France
- Les Français Volants de Paris remportent leur 1er titre de champions de France.

### Italie
- Les Diavoli Rossoneri Milan remportent leur 2e titre de champions d'Italie

### Norvège
- Le Grane SK remporte son 1er titre de champion de Norvège.

### Suède
- Le Hammarby IF remporte son 3e titre de champion de Suède.

### Suisse
- Le Zurich SC remporte son 1er titre de champion de Suisse.

## International

### Jeux Olympiques
Premier titre olympique qui échappe au Canada. La Grande-Bretagne remporte la médaille d'or, aidé par une formule sans finale sur un match et emmenés par une majorité de joueur né en Angleterre mais formés au Canada.

## Autres Évènements

### Fins de carrière
- Stewart Adams.